# Little Switzerland
|  | Dieser Artikel wurde aufgrund von inhaltlichen Mängeln auf der Qualitätssicherungsseite des Projektes USA eingetragen. Hilf mit, die Qualität dieses Artikels auf ein akzeptables Niveau zu bringen, und beteilige dich an der Diskussion! Eine nähere Beschreibung der zu behebenden Mängel fehlt. |

Little Switzerland (deutsch: kleine Schweiz) ist eine Siedlung auf gemeindefreiem Gebiet (unincorporated community) im McDowell County im Westen des US-amerikanischen Bundesstaates North Carolina. Little Switzerland liegt im Pisgah National Forest nahe der Grenze zum US-Bundesstaat Tennessee.

## Geschichte
Little Switzerland wurde 1910 gegründet. Der Name ist eine Anspielung auf die umliegenden Berge, die an die Alpen der Schweiz erinnern sollen.